# Psyttalia
Psyttalia is een geslacht van insecten uit de orde vliesvleugeligen (Hymenoptera) en de familie schildwespen (Braconidae).

## Soorten
Deze lijst van 77 stuks is mogelijk niet compleet.
- P. advenator (Fischer, 1963)
- P. agreutretae (Wilkinson, 1927)
- P. agreutretoides (Fischer, 1988)
- P. alleni (Fischer, 1964)
- P. amboinensis (Fullaway, 1919)
- P. bisulcata (Szepligeti, 1914)
- P. brevitemporalis (Tobias, 1998)
- P. carinata (Thomson, 1895)
- P. concolor (Szepligeti, 1910)
- P. cosyrae (Wilkinson, 1927)
- P. curis (Fischer, 1990)
- P. cyclogaster (Thomson, 1895)
- P. cyclogastroides (Tobias, 1998)
- P. dacicida (Silvestri, 1911)
- P. daghoides (Zaykov & Fischer, 1983)
- P. danumicus Fischer, 2000
- P. darasunica (Tobias, 1998)
- P. dexter (Silvestri, 1913)
- P. distinguenda (Granger, 1949)
- P. efoveolata (Szepligeti, 1913)
- P. extensa Weng & Chen, 2001
- P. fijiensis (Fullaway, 1936)
- P. fletcheri (Silvestri, 1916)
- P. gigantura (Fischer, 1972)
- P. haemaelaeineni Fischer, 2001
- P. halidayi Wharton, 2009
- P. hemicauda (Fischer, 1972)
- P. humilis (Silvestri, 1913)
- P. hypopygialis (Szepligeti, 1913)
- P. incisi (Silvestri, 1916)
- P. inconsueta (Silvestri, 1913)
- P. infuscata (Granger, 1949)
- P. inquirenda (Silvestri, 1913)
- P. insignipennis (Granger, 1949)
- P. javana (Szepligeti, 1908)
- P. kirstenboschensis (Fischer, 1972)
- P. kolomani Fischer, 1996
- P. kuchingicola Fischer, 1996
- P. lemiensis (Szepligeti, 1900)
- P. leveri (Fullaway, 1953)
- P. lindbergiana (Fischer, 1971)

- P. lounsburyi (Silvestri, 1913)
- P. makii (Sonan, 1932)
- P. masneri Wharton, 2009
- P. muesebecki (Fischer, 1963)
- P. ngomeensis (Fischer, 1972)
- P. nilotica (Schmiedeknecht, 1900)
- P. novaguineensis (Szepligeti, 1900)
- P. novoirlandicus (Fischer, 1971)
- P. ophthalmica (Tobias, 1977)
- P. palpalis (Szepligeti, 1902)
- P. papuensis (Fischer, 1966)
- P. paralleni (Fischer, 1972)
- P. perproxima (Silvestri, 1913)
- P. phaeostigma (Wilkinson, 1927)
- P. philippinensis (Ashmead, 1904)
- P. phorelliae (Wilkinson, 1929)
- P. ponerophaga (Silvestri, 1916)
- P. proclivis (Papp, 1981)
- P. prothoracalis (Fischer, 1972)
- P. psyttaloides (Fischer, 1971)
- P. puncticranium (Fischer, 1972)
- P. pusilla (Szepligeti, 1913)
- P. romani (Fahringer, 1935)
- P. sakhalinica (Tobias, 1998)
- P. sanctamariana (Fischer, 1980)
- P. somereni (Fischer, 1972)
- P. subcyclogaster (Tobias, 1998)
- P. subsulcata (Granger, 1949)
- P. tamurensis (Fischer, 1966)
- P. testaceipes (Cameron, 1905)
- P. tshuapana (Fischer, 1972)
- P. urogramma (Fischer, 1972)
- P. vacua (Tobias, 1998)
- P. vittator (Brues, 1926)
- P. walkeri (Muesebeck, 1931)
- P. yangambiana (Fischer, 1972)